# Zaraasuchus
Zaraasuchus ('egelkrokodil') is een geslacht van uitgestorven gobiosuchide Crocodyliformes uit het Laat-Krijt, in 2004 beschreven door Diego Pol en Mark Allan Norell. 

## Vondst en naamgeving
Het werd door een expeditie van het American Museum of Natural History gevonden in de rode bedden van Zos Canyon, in de Gobiwoestijn van Mongolië. 
De typesoort is Zaraasuchus shepardi. De geslachtsnaam is afgeleid van het Mongools zaraa, 'egel', als verwijzing naar de stekelige schedel en osteodermen. De soortaanduiding eert Dr. Richard Shepard, 'voor vele jaren een vriend van de expedities'. 
Het holotype van Zaraasuchus shepardi is IGM 100/1321, bestaande uit het achterste deel van de schedel en onderkaken met articulatie met halswervels, voorpootelementen en osteodermen. Het stuk werd geprepareerd door Amy Davidson.

## Beschrijving
Zaraasuchus is een kleine soort. De schedel is maar zo'n zes centimeter lang.
De beschrijvers gaven een unieke combinatie van op zich niet unieke kenmerken aan. de schedelbeenderen zijn geornamenteerd door dunne en doorlopende richel. De voorrand van het onderste slaapvenster wordt bijna helemaal gevormd door het postorbitale. Het retroarticulair uitsteeksel van de onderkaak loopt naar achteren en bezijden uit in een welgevormde punt met een geornamenteerd oppervlak. De osteodermen van de rug en de zijkant van de nek hebben extreem goed ontwikkelde kielen, ongeveer even hoog als de breedte overdwars van de rugplaten.

## Fylogenie
Pol en Norell (2004) ontdekten dat Zaraasuchus shepardi het zustertaxon is van Gobiosuchus kielanae, verenigd door veertien synapomorfieën, voornamelijk van de schedel, binnen de Gobiosuchidae, basaal in de Crocodyliformes.